# Molanna xiaguana
Molanna xiaguana is een schietmot uit de familie Molannidae. De soort komt voor in China.